# Jimmy Mullen
James "Jimmy" Mullen (Newcastle, 6 de janeiro de 1923 - 23 de outubro de 1987) mais conhecido como Jimmy Mullen foi um futebolista inglês, que atuava como ponta direita. 

## Carreira
Vestiu somente duas camisas em sua carreira: Wolverhampton Wanderers Football Club e a Seleção Inglesa de Futebol. Pelos Wolves atuou durante 23 anos, de 1937 até 1960. Fez parte do elenco das campeonatos mundiais de 1950 e 1954.
Jimmy é considerado um dos melhores jogadores do Wolves na década de 1940 e 1950.